# Alexis Santos
Pour les articles homonymes, voir Santos (homonymie).
Alexis Manaças da Silva Santos (né le 23 mars 1992 à Lisbonne) est un nageur portugais, spécialiste du 4 nages.

## Carrière
Il est médaillé de bronze du 200 m 4 nages aux Championnats d'Europe de natation 2016. Aux Jeux olympiques d'été de 2016, il est éliminé en demi-finales du 200 m 4 nages et en séries du 400 m 4 nages.
Aux Jeux méditerranéens de 2018, il est médaillé de bronze du 200 m 4 nages.